# Bumétanide
La bumétanide (noms commerciaux Bumex ou Burinex) est un diurétique de l'anse de la catégorie des sulfamidés utilisé pour traiter l'insuffisance cardiaque. Elle est souvent utilisée chez les personnes chez lesquelles le furosémide est inefficace. Elle est vendue par Hoffman-La Roche.

## Différence avec le furosémide
La principale différence entre les deux substances est la biodisponibilité. Le furosémide est incomplètement absorbé par l'intestin (60 %) et il existe des différences inter et intra-individuelles de biodisponibilité (10-90 %). La bumétanide est presque complètement absorbée (80 %) et l'absorption n'est pas modifiée par la prise de nourriture. On dit que ce serait un diurétique plus prévisible, ce qui signifie que l'absorption plus prévisible entraîne un effet plus prévisible.
La bumétanide est quarante fois plus puissante que le furosémide (pour les patients avec une fonction rénale normale).

## Action du bumétanide
Dans le cerveau, la bumétanide bloque le co-transporteur cation-chloride NKCC1 et diminue ainsi la concentration de chlore dans les neurones.
Cette baisse a pour conséquence de rendre l'action du GABA plus hyperpolarisante, ce qui veut dire qu'il rendra les neurones plus négatifs et, de ce fait, favorisera l'inhibition de leurs influx nerveux. Cet effet peut s'avérer utile pour traiter les convulsions néonatales, car les nouveau-nés répondent souvent assez mal aux traitements qui ciblent le GABA, tels que les barbituriques.

## Abus
Le 24 octobre 2008, l'EPSN a rapporté que certains joueurs ont été suspendus dans le cadre de la politique de lutte contre le dopage par des stéroïdes pour avoir pris de la bumétanide. Cette drogue est souvent utilisée pour la perte de poids mais aussi pour masquer d'autres drogues ou des stéroïdes en aidant la dilution de ses métabolites dans les urines du sujet. Ceci mène à de plus faibles concentrations des substances excrétées, qui peuvent ainsi devenir indétectables.
Le bumétanide est un ingrédient actif caché du supplément alimentaire Starcaps, vendu hors prescription aux États-Unis. Le Starcaps a été retiré du marché après que la Food and drug administration y ait découvert la présence de cette substance.

## Recherche
La société Neurochlore annonce en 2017 que le bumétanide pourrait être utilisé pour améliorer la sociabilité et réduire des comportements répétitifs. Ces recherches concernent les personnes autistes,,,. Finalement, Neurochlore abandonne ses essais en phase 3 via un « communiqué laconique », aucune différence n'ayant été observée chez les personnes autistes par comparaison au placebo.
Le bumétanide est aussi en cours d'investigation dans le traitement des crises épileptiques néonatales, qui ne répondent souvent pas suffisamment aux traitements qui ciblent le GABA, comme les barbituriques.